# Atlixco
Atlixco és una ciutat de l'estat de Puebla i capçalera del municipi homònim, dins la IV Regió de l'Estat. És localitzada a 24 km al sud-oest de la ciutat de Puebla de Zaragoza capital de l'estat. És reconeguda pel seu bon clima i la floricultura, per la qual cosa es coneix com a Atlixco de las Flores. El 2005 la ciutat tenia 86.000 habitants, el municipi sencer tenia 122.000 habitants.
Després d'una llarga història de guerres entre els txtitximeques i els habitants poderosos de Huejotzingo, nasqué la ciutat de Cuauhquechollan (en nàhuatl: lloc on fugiren les àguiles). És probable que la immigració txitximeca desplacés la població original o es mesclés amb ela. La ciutat fou dependència de Huejotzingo fins al segle xv. El 1420, els pobladors de Quauhquechollan s'enfrontaren al senyoriu de Huejotzingo, però foren derrotats i obligats a abandonar la població. Després de dues refundacions, els pobladors de la vall d'Atlixco quedaren subjectes del domini de Huejotzingo, el qual, amb Tollan-Chollollan, fou el principal aliat dels mexiques a la regió de l'actual estat de Puebla.
El 1579, ja en l'època colonial, els espanyols refundaren el poblat indígena d'Acapetlahuacan amb el nom de Villa de Carrión, a la vall d'Atlixco, que, per la importància de la seva producció agrícola, fou coneguda com el Graner d'Amèrica. A partir del segle xvii, Atlixco fou creixent en població i en importància econòmica. El 14 de febrer de 1843, Nicolás Bravo, president de Mèxic, elevà la Villa de Carrión a la categoria de ciutat amb el nom d'Atlixco, que conserva fins ara.